# Волковойно
Волковойно — деревня в Камешковском районе Владимирской области России, входит в состав Второвского муниципального образования.

## География
Деревня расположена в 21 км на северо-восток от центра поселения села Второво и в 4 км на юг от райцентра Камешково.

## История
В конце XIX — начале XX века Волковойно — крупная деревня в составе Горковской, позднее Эдемской волости Ковровского уезда. В 1859 году в деревне числилось 89 дворов.
С 1929 года деревня являлась центром Волковойновского сельсовета Ковровского района, с 1940 года — в составе Камешковского района. С 2005 года в составе Второвского муниципального образования.

## Население
| 1859 | 1897 | 1905 | 1926  | 2002 | 2010 | 2021 |
| ---- | ---- | ---- | ----- | ---- | ---- | ---- |
| 584  | ↗743 | ↗870 | ↗1198 | ↘593 | ↘552 | ↗593 |

## Инфраструктура
В деревне имеется детский сад "Ромашка", отделение федеральной почтовой связи.